# Ванжиль
Ванжиль (южносельк. Ва́нҗыль кыге́ — нельмовая река) — река в Каргасокском районе Томской области и в Енисейском районе Красноярского края. Устье реки находится в 562 км по правому берегу реки Тым. Длина реки составляет 143 км, площадь водосборного бассейна 2180 км².
Высота устья — 92 м над уровнем моря. Высота истока — 150 м над уровнем моря.
К западу от реки — болото Ванжильское. Недалеко от устья в прошлом находился населённый пункт Ванжилькынак (южносельк. Ванҗыль кын ак — устье нельмовой реки).

## Притоки
(от устья):
- 15 км: Тридцатая пр
  - 6 км: Пятнадцатая пр
- 24 км: река без названия
- 40 км: Ажарма лв
  - 3 км: Буркова пр
  - Шестакова лв
  - 30 км: Левая Ажарма
    - 3 км: Окуневая
    - 9 км: Пылосовка

  - 30 км: Правая Ажарма
- Наумовка пр
- 71 км: Писаровка пр
- Правая Базовая пр
- Левая Базовая
- 83 км: Тимофеевка лв
- Шелеповка
- 103 км: Тесовая пр
  - Малая Тесовая
- 124 км: Еловая лв
- Левая Берёзовая

## Данные водного реестра
По данным государственного водного реестра России относится к Верхнеобскому бассейновому округу, водохозяйственный участок реки — Обь от впадения реки Васюган до впадения реки Вах, речной подбассейн реки — Васюган. Речной бассейн реки — (Верхняя) Обь до впадения Иртыша.